# Behaim (cráter)
Behaim es un cráter de impacto lunar que se encuentra cerca de la extremidad oriental de la Luna, justo al sur del cráter Ansgarius. Al sur de Behaim se halla el cráter Hecataeus, y al este-sureste se localiza Gibbs.
Las paredes interiores a lo largo del borde de Behaim todavía muestran rastros de antiguas terrazas desgastadas. El borde ha recibido una cantidad insignificante de desgaste de bombardeo posterior, pero no describe una forma circular debido a una protuberancia hacia el interior a lo largo de la pared norte. El cráter tiene un pico central notable en el punto medio del suelo interior. Una característica hendidura similar cruza el borde sur y continúa hacia el sur.

## Cráteres satélite
Por convención estos elementos son identificados en los mapas lunares poniendo la letra en el lado del punto medio del cráter que está más cerca de Behaim.
|        | \| Behaim \| Coordenadas \| Diámetro \| \| ------ \| ----------------------------- \| -------- \| \| B \| 16°06′S 76°48′E / -16.1, 76.8 \| 24 km \| \| Ba \| 16°24′S 76°00′E / -16.4, 76.0 \| 14 km \| \| C \| 16°42′S 77°48′E / -16.7, 77.8 \| 13 km \| \| N \| 16°06′S 73°30′E / -16.1, 73.5 \| 9 km \| \| S \| 16°36′S 81°24′E / -16.6, 81.4 \| 25 km \| \| T \| 16°06′S 81°18′E / -16.1, 81.3 \| 11 km \| |          |
| Behaim | Coordenadas | Diámetro |
| B      | 16°06′S 76°48′E / -16.1, 76.8 | 24 km    |
| Ba     | 16°24′S 76°00′E / -16.4, 76.0 | 14 km    |
| C      | 16°42′S 77°48′E / -16.7, 77.8 | 13 km    |
| N      | 16°06′S 73°30′E / -16.1, 73.5 | 9 km     |
| S      | 16°36′S 81°24′E / -16.6, 81.4 | 25 km    |
| T      | 16°06′S 81°18′E / -16.1, 81.3 | 11 km    |